# Journey (игра, 2012)
Journey (с англ. — «Путешествие») — компьютерная игра в жанре приключенческой игры, разработанная компанией Thatgamecompany. Игроку предстоит совершить путешествие к очень далёкой горе. Во время путешествия игрок может встретиться с другим игроком, но никаких способов общения с ним не существует, и узнать, кто это, станет возможно только в конце игры. Journey получила множество положительных отзывов от критиков. После открытия интернет-магазина Epic Games Store стало известно о выходе Journey на Microsoft Windows. Издателем выступила Annapurna Interactive. В августе 2019 года игра вышла на мобильные платформы iOS.
В Journey игрок — это таинственная фигура в необычной одежде, продвигающаяся к далёкой горе через пустыню. В игре нет карты и подсказок. Во время путешествия игрок может встретиться с другими игроками, если они будут играть в режиме онлайн. Игроки не могут разговаривать друг с другом, но могут помогать друг другу во время путешествия. Единственное подобие общения между игроками — это бессловесный крик, который так же является способом взаимодействия с другими элементами игры. Имена других игроков, встреченных во время путешествия, не обозначаются непосредственно в процессе игры, но перечисляются в финальных титрах. Игроки будут иметь разные символы на плащах их одежды.
Во время путешествия по пустыне можно встретить куски ткани, которые могут быть собраны и использованы для того, чтобы получить возможность летать на небольшой промежуток времени. Игровой мир включает также магические предметы и руины. В игре будут присутствовать различные предметы и следы существования цивилизации, которые помогут понять историю игровой вселенной.
При создании игры разработчики добивались цели передать чувство собственной незначительности и удивления окружающим пространством, а также создать эмоциональную связь между анонимными игроками. Музыка, написанная Остином Уинтори, динамически реагирует на действия игрока, образуя целостную тему, создающую атмосферу игры.
Игровые критики высоко оценили Journey за аудиовизуальную обстановку, назвав её волнующим и эмоциональным опытом. Игра также выиграла ряд наград, как игра года, среди которых есть премия Грэмми 2013 года за лучшее музыкальное сопровождение.

## Игровой процесс
В Journey игрок берёт на себя роль облачённой в плащ фигуры, которая движется через пустыню. После вступительной заставки игрок видит, что фигура сидит на песке, и огромная гора виднеется вдалеке. Путь к этой горе, финальной точке назначения в игре, разделён на несколько частей, через которые игрок путешествует линейно, напрямую. Игрок может свободно ходить на уровнях, менять ракурс камеры, которая по умолчанию следует за фигурой сзади, либо с помощью аналогового стика, либо наклоняя контроллер. Игрок может прыгать нажатием одной кнопки, или издавать бессловесный крик или звук музыкальной ноты нажатием другой; длительность и громкость крика зависит от того, с какой силой была нажата кнопка; нота попадает в такт фоновой музыки. Эти элементы управления показываются в виде картинок в начале игры; ни на одном этапе игры, кроме титров и начального экрана не показывается и не произносится ни одного слова.
Фигура носит плетущийся магический шарф, который ненадолго позволяет игроку летать; это действие забирает магический заряд шарфа, визуально представленный сияющими на шарфе рунами. Руны шарфа перезаряжаются, когда игрок находится вблизи парящих клочков красной одежды или других разнообразных средств. Прикосновение к сияющим символам, разбросанным по уровню, продлевает обычно короткий шарф, позволяя игроку оставаться в воздухе дольше. На уровнях также есть бо́льшие клочки одежды, которые пением возле них могут быть превращены из суровых, тоскливых серых в энергичные красные. Это действие может вызвать эффекты, отражающиеся на окружающей среде игры, такие как появление клочков одежды, мостов или временная возможность для игрока левитировать. Это, в свою очередь, позволяет игроку продвинуться по уровню, открывая дверь в следующий, или позволяет попасть в прежде недоступные места. Фигура не имеет видимых рук, которые позволили бы взаимодействовать с игровым миром напрямую. На протяжении игры игрок встречает летающих существ, состоящих из одежды, некоторые из которых помогают ему. В поздних уровнях игрок также встречает враждебных существ, состоящих из камня, которые при обнаружении игрока отрывают части шарфа.
На каждом уровне игрок может столкнуться с другим игроком, временно присоединившись к игре последнего. Когда игроки приближаются друг к другу, они оба заряжают свои шарфы. Они не могут общаться друг с другом никак иначе, кроме как посредством пения. Игроки могут помогать друг другу, активируя клочки одежды, показывая пути, но не могут препятствовать друг другу; помощь другого игрока не является необходимой для прохождения какого-либо уровня. Когда два игрока завершают прохождение уровня одновременно, они переходят вместе на следующий, в противном случае, они присоединяются к другим игрокам, когда продвигаются дальше. Несмотря на то, что все фигуры выглядят одинаково, без каких-либо дополнительных определяющих характеристик, индивидуальных игроков можно отличить по уникальным символам, которые парят в воздухе, когда те поют, и всегда отображаются на их плащах. Чтобы пройти всю игру, требуется примерно 2–3 часа.

## Разработка и выпуск игры
Journey создавалась как последняя игра в рамках контракта между Thatgamecompany и Sony Computer Entertainment на создание трёх игр; первыми двумя были Flow и Flower. Разработка Journey началась в 2009 году, сразу после выхода игры Flower. В команду разработчиков Journey вошли 18 человек, почти все из которых работали над предыдущими играми Thatgamecompany, в том числе Дженова Чэнь (творческий директор) и Остин Уинтори (композитор игры flOw). В команде на этот раз отсутствовала Келли Сантьяго, которая была продюсером игр Thatgamecompany. Её место заняла американский дизайнер и продюсер компьютерных игр Робин Ханике. Джастин Макгилвери также не был включен в команду разработчиков.
Когда процесс разработки начался, Sony ожидала, что игра будет завершена через год. В итоге на создание потребовалось три года. Игровая студия нуждалась в расширении своей команды или дополнительном финансировании, а Ханике признался, что у их команды просто не хватало ресурсов на то, чтобы закончить игру за год. В конечном итоге разработка заняла больше времени, чем предполагалось, так как у команды возникли трудности с воплощением всех задуманных идей и поддержанием эффективной коммуникации. В процессе разработки, состав команды вырос из семи человек до восемнадцати. В конце второго года разработки, когда финансовая поддержка Sony закончилась, разработчики представили бета-версию тест-игрокам, однако прототип не вызвал у них тех эмоций, которые разработчики ожидали. Sony согласилась ещё в течение года финансировать проект, в конечном итоге дальнейшая разработка превысила и данный срок.

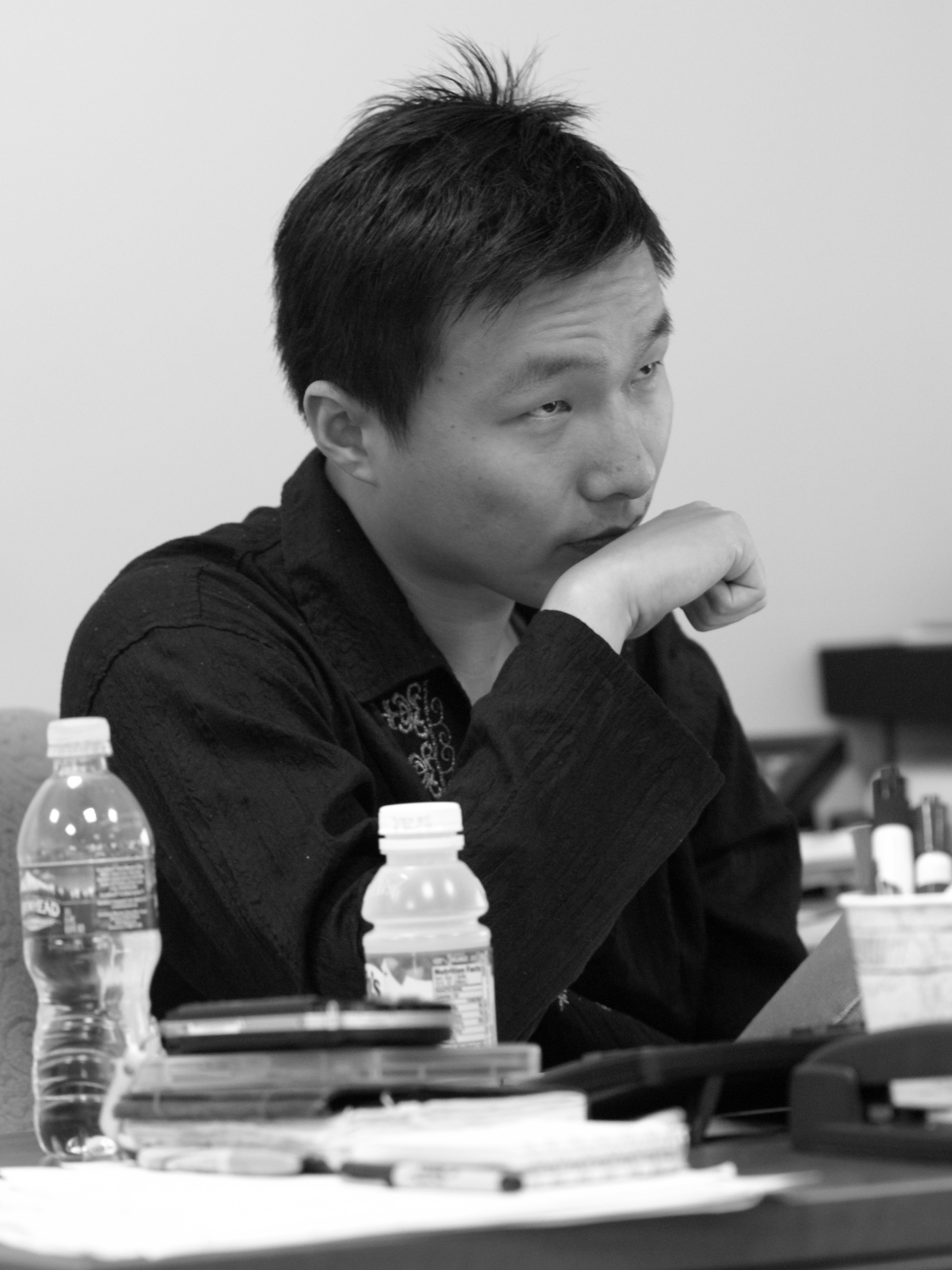
Дженова Чэнь, руководитель разработки Journey

Из-за стресса, вызванного недостатком денежных средств и времени на разработку, в команде начались споры из-за визуального дизайна. В итоге это закончилось тем, что команда отказалась от того, чтобы тратить сверхурочное время на разработку, чтобы избежать эмоционального и физического выгорания сотрудников, даже если это означало ещё большею задержку разработки и большие риски финансового недостатка, когда разработка игры должна была близится к завершению. На 16-й ежегодной премии D.I.C.E. Awards, Дженова Чен признался, что его компания была почти доведена до банкротства, а в последние несколько месяцев разработки некоторые сотрудники даже не получали своей зарплаты. Ханике описал окончательное решение завершить разработку, как необходимость отпустить напряженность и идеи, которые невозможно были воплотить в игре.
Игра задумывалась такой, чтобы дать почувствовать игроку, что он мал, и дать ему чувство умиротворения в этом мире. Основная идея Journey, как она была задумана Дженовой Ченом, заключается в создании игры, которая вышла бы за пределы типичного ныне стиля игр «Убей его, принеси то». Вначале команда создала прототип «Dragon», где игроки пытаются пройти игру, отвлекая большое чудовище друг от друга, но в итоге отказалась от этой идеи, заметив, что игроки были настолько заняты своими целями, что игнорировали друг друга.
В дальнейшем прототип разрабатывался, как «японский сад», где задача игрока сводилась к тому, что он должен был удалить все игровые элементы, не вписывающиеся в эстетику сада, таким образом игра должна была вызвать эмоциональную привязанность у игрока. Данный минималистский подход был призван сделать игру интуитивно понятной для игрока, чтобы он мог исследовать и испытывать чувство удивления без каких либо инструкций. Сюжетная линия разрабатывалась в соответствии с теорией Джозефа Кэмпбелла о мономифе, которая повествовала бы о путешествии героя, его жизненных этапах а также усилении эмоциональных связей с другими игроками, чтобы они путешествовали вместе. В своей речи при вручении DICE, Чен заметил, что трое из 25 тест-игроков плакали после завершения игры.
Многопользовательский режим Journey был тщательно проработан, чтобы облегчить сотрудничество между игроками и не допустить между ними конкуренции. Кооперативный аспект игры предназначен для того, чтобы позволить игрокам почувствовать связь друг с другом без слов, а не просто говорить с ними или сражаться. Идея состояла в том, чтобы игроки чувствовали бы, что они связаны друг с другом, чтобы игра поощряла игроков выражать свои лучшие качества. Разработчики считали, что акцент на заботе о другом игроке будет ослаблен, если игра будет загружать его излишнем количеством заданий и игровых элементов, в итоге игроки сосредоточатся на них, «игнорируя» друг друга. Создатели также решили исключить текстовую и голосовую связь между игроками и показ имён пользователей, так как по их мнению это усиливало бы их предвзятое отношение друг к другу.

### Музыка
Саундтрек к Journey был написан Остином Уинтори, принявшим участие в создании более чем 30 фильмов. Уинтори ранее уже работал с ThatGameCompany, создавая саундтрек к fl0w. Композитор сотрудничал в создании саундтрека со звуковым дизайнером Стивом Джонсоном, а также с командой программистов. Результатом стало то, что музыка в игре приспосабливается к действиям игрока и звукам, производимым близлежащими объектами в игре, что создавало у игрока иллюзию того, что музыка создается на постоянной основе. Джонсон думал, что написание песен, которые изменялись без связи с действием событий в игре, были бы бессмысленным, так как это лишило бы Journey особой атмосферы. Дженова Чен встретился с Уинтори ещё на ранних стадиях разработки игры, чтобы описать свое видение проекта; той же ночью Уинтори написал и записал основную музыкальную тему на виолончели. В течение следующих трех лет он продолжал работать над саундтреком, экспериментируя или отказываясь от множества идей.
Хотя во многих играх у каждого персонажа или локации разная музыкальная тема, Уинтори решил связать все песни с одной музыкальной темой, иллюстрирующей путешествие игрока, в котором виолончель играет ключевую роль. Уинтори сравнил музыку с концертом, в котором игрок является солистом, а все остальные инструменты представляют мир вокруг него; однако композитор считает, что его музыка не совсем оркестровая из-за использования электронной музыки. Сначала виолончель начинает играть «погружённой в море электронных звуков» и её трудно услышать, но затем её звук слышится более отчётливо и затем она объединяется с оркестром, когда игрок начинает своё путешествие в гору. Хотя художественный стиль игры опирается на разные культуры, музыка Уинтори лишена прямых культурных ссылок, представляя собой универсальное произведение. Звуки виолончели были записаны с участием Тины Гуо, подруги Уинтори и его коллеги. Все неэлектрические инструменты были записаны с участием реального оркестра из Македонии, города Скопье. Работа над финальным треком «Woven Variations» сопровождалась с трудностями для Уинтори, так как команда разработчиков ещё сама не знала, как должна закончить конец игры на вершине горы. Сначала композиция должна была отражать грандиозный и трагически исход. Композитор же в качестве эксперимента прервал игру оркестра, позволив закончить песню сольной виолончели Гуо. Это вдохновило разработчиков на создание концовки к игре с исчезновением игрового мира, оставив только одного персонажа.
Саундтрек был выпущен 10 апреля 2012 года в виде альбома, доступного в магазинах iTunes и PlayStation Network. Альбом состоит из наиболее важных песен по мнению Уинтори, записанных отдельно (без изменений под влиянием действий персонажа). Альбом содержит 18 песен общей продолжительностью 58 минут. Последний трек «I Was Born for This» включает соло певицы Лизбет Скотт. После выхода, альбом попал в топ 10 саундтреков по версии iTunes в более, чем 20 странах, а также занял 116 место в чартах Billboard, достигнув тиража в размере около 4000 экземпляров в первую неделю выпуска, что стало вторым лучшим результатом для саундтреков компьютерных игр. Физическая копия альбома была выпущена 9 октября 2012 года.

### Выпуск
Выпуск Journey состоялся 13 марта 2012 года на платформе PlayStation 3 через PlayStation Network. Выход игры состоялся 7 марта 2012 года изначально только для подписчиков PlayStation Plus, а полный выход в сети PlayStation Network состоялся 13 марта. Игровое пространство PlayStation Home — тематическая арена, основанная на Journey, стала доступна 14 марта 2012 года и внешне аналогична её игровому миру. Физическая копия была выпущена в составе сборника «Collector’s Edition» вместе с играми Flow и Flower. В издание также входили комментарии создателей, концепт-арты и музыкальные треки ко всем трём играм, мини-игры и дополнительный контент для PlayStation 3. В сентябре 2012 года, Sony и Thatgamecompany выпустили совместно книгу в твёрдом переплёте под названием The Art of Journey авторства художественного руководителя Мэтта Навы, в котором представлены разные изображения от концепт-артов до изображений финальной версии игры.
21 июля 2015 года, игра стала доступна для скачивания в PlayStation Network для PlayStation 4. Портированием игры занималась британская студия Tricky Pixels, владельцы цифровой PlayStation 3 версии игры могли скачать новую версию игры бесплатно. Версия PlayStation 4 включала улучшенную графику в сравнении с оригиналом, высокое разрешение, повышенную частоту кадров и улучшенные текстуры. Tricky Pixels заметили, что оригинальная игра для PlayStation 3 была «шедевром программирования для PlayStation 3», а при портировании игры на PlayStation 4 разработчики столкнулись с серьёзными техническими проблемами.
Annapurna Interactive также помогала в портировании игры на операционную систему Windows, версия для которой была выпущена 6 июня 2019 года. 6 августа 2019 года выход игры состоялся и для мобильных устройств под управлением iOS.

## Восприятие
| Сводный рейтинг                    | Сводный рейтинг                                     |
| Агрегатор                          | Оценка                                              |
| ---------------------------------- | --------------------------------------------------- |
| GameRankings                       | 92,56 % (PS3) 94,80 % (PS4)                         |
| Metacritic                         | 92/100 (PS3, 78 рецензий) 92/100 (PS4, 45 рецензий) |
| Иноязычные издания                 |                                                     |
| Издание                            | Оценка                                              |
| Edge                               | 8/10                                                |
| Eurogamer                          | 9/10                                                |
| Game Informer                      | 9,0/10                                              |
| GameSpot                           | 9,0/10 (PS3)                                        |
| IGN                                | 9,0/10                                              |
| Wired                              | 9/10                                                |
| Official PlayStation Magazine (UK) | 10/10                                               |
| Русскоязычные издания              |                                                     |
| Издание                            | Оценка                                              |
| «Игромания»                        | 9,5/10 (сайт) 10/10 (журнал)                        |

Journey ожидал большой коммерческий успех. Она стала самой продаваемой из всех игр в PlayStation Store как в Северной Америке, так и в Европе. Предыдущий рекорд принадлежал Infamous: Festival of Blood. На выставке Electronic Entertainment Expo в 2011 году она получила призы за «лучшую загружаемую игру» от сайтов 1UP.com, GameSpy и GameTrailers. После публикации игра получила множество наград в конце 2012 года. IGN и GameSpot объявили Journey «лучшей игрой года». Её саундтрек был номинирован на Грэмми — первый альбом в истории компьютерных игр, хотя он и не получил награду. Кроме того, IGN наградил игру призами «за лучшую музыку и графику», а GameSpot — за «лучшую игру в сети PlayStation Network». На конкурсе Spike Video Game Awards, Journey была удостоена звания «лучшей игры для PlayStation 3», а также «лучшей инди-игры» и «игры с лучшим музыкальным сопровождением». Кроме того, Journey была номинирована в категориях «игра года», «лучшая скачиваемая игра», «лучшая аудиовизуальная обстановка» и «лучшая песня из игры» («I Was Born for This»). На 16-м выпуске награды «Интерактивные достижения», присуждаемой Академией интерактивных искусств и наук, Journey выиграла награды в категориях: «игра года», «инновации в игре», «развлекательные игры», «художественное руководство», «общее руководство», «мультиплеер», «оригинальная музыкальная композицию и звук»; она также была номинирована в категориях «история», «программирование игры» и «лучшая загрузка». Игра ещё получила пять статуэток Британской академии кино и телевизионных искусств за «художественные и звуковые достижения», «игровой дизайн», «многопользовательский режим» и «оригинальную музыку», а также трижды номинировалась на звания: «лучшая игра», «инновации в играх» и «история». В марте 2013 года игра получила шесть наград Game Developers Choice Awards: за «звуковой дизайн», «лучший дизайн», «лучшие инновации», «лучшее визуальное искусство», «лучшую скачиваемую игру» и «игру года».
Journey получила всеобщее признание критиков (в среднем 92 из 100 на Metacritic). Портал IGN поставил оценку 9.0/10. X-Play дал этой игре оценку 5/5. Сайт «Игромания.ру» наградил её званием «Игра года» (2012), а также наградил как самую стильную игру года. Было отмечено, что игра «гармонична во всем настолько, что даже сложно рассказывать о её элементах отдельно» и она «от начала и до конца уникальна. Это не новое слово в каком-то там жанре, но новое слово вне всех жанров. Новое слово в интерактивном искусстве».
Рецензенты в целом оценили как аудиовизуальную обстановку Journey, так и построение эмоциональной связи игрока с управляемым персонажем. Райан Адамс с сайта IGN назвал её самой красивой игрой своего времени, утверждая, что каждый момент, проведенный с Journey, напоминает шедевр искусства. Джейн Дуглас с сайта GameSpot поделилась похожим мнением, назвав игру «беспощадно красивой» и высоко оценила как визуальное разнообразие игрового мира, так и отображение движения песка под воздействием ветра. Мэтт Миллер из журнала Game Informer был в восторге от анимации песка и персонажей, считая её визуально ошеломляющей. Комплиментов также была удостоена музыка, которую Миллер охарактеризовал, как «захватывающей дух», а Дуглас — «живой».
Рецензенты выразили особое восхищение эмоциональным опытом игры, особенно получаемым вместе с другими игроками. Кристиан Донлан с сайта Eurogamer описал это как «неконфессиональный религиозный опыт», который в сочетании с другим игроком придает игре характер паломничества. Обозреватель журнала Edge сказал, что эмоциональный аспект поражает игрока «иногда удивительной силой», в то время как Патрик Шоу с сайта Wired признался, что испытал широкий спектр эмоций в игре — от ужаса до депрессии. Миллер заявил, что каждый раз, когда он играл в Journey, он покрывался мурашками и каждый момент запоминался ему ещё на долгие недели. Джоэл Грегори из официального журнала PlayStation хвалил сюжет за его двусмысленность и открытость для собственных интерпретаций. Донлан описал добавление второго, анонимного игрока в игровой процесс как мастерскую идею, и, согласно Edge, эта особенность добавила большею атмосферу игровому опыту. Таймон Смектала, редактор журнала CD-Action заявил, что сюжет «обладает силой, которой не хватает во многих фильмах или книгах, рассказывающих о похожих вещах».
Journey тем не менее не избежала и критики. В частности рецензенты указывали на её недостаточную длину и медленный темп. Клементс отметил, что не всем игрокам придётся по душе её меланхоличный характер и короткая продолжительность. Аналогичное мнение оставил критик сайта Edge. Миллер заявил, что в Journey не хватает более сложных элементов игрового процесса, а Патрик Шоу был разочарован коротким временем прохождения, хотя Дуглас наоборот счел длину игры идеальной. Миллер подытожил, что Journey можно сравнить скорее с музыкой, фильмами или книгами хорошего качества, а Клементс считает, что игра останется в памяти игроков на долгие годы.